# Caco (Ort, Sanirin)
Caco (Cacu, in einer Landkarte der UN von 2005 auch als Macassar) ist ein osttimoresischer Ort im Suco Sanirin (Verwaltungsamt Balibo, Gemeinde Bobonaro). Er liegt in einer Meereshöhe von 11 m im Nordwesten der Aldeia Caco. Das Dorf liegt an der Küste der Sawusee, die Überlandstraße von Batugade zur Landeshauptstadt Dili führt durch den Ort. Nördlich befindet sich der Nachbarort Palaca, südlich, jenseits des Flusses Leometik, das Dorf Batugade. Östlich erhebt sich der Berg Taruik Fatudutun (188 m), als erster Teil des nachfolgenden Küstengebirges.
Die Häuser verteilen sich entlang der Straße. Der Friedhof Manuhain liegt nördlich des Ortszentrums.